# Ectactolpium namaquense
Ectactolpium namaquense es una especie de arácnido del orden Pseudoscorpionida de la familia Olpiidae. Presenta las subespecies:
- Ectactolpium namaquense namaquense
- Ectactolpium namaquense obscurum

## Distribución geográfica
Se encuentra en el sur de África, Namibia.